# Barboides gracilis
Barboides gracilis es una especie de peces de la familia de los Cyprinidae en el orden de los Cypriniformes.

## Morfología
Los machos pueden llegar alcanzar los 1,8 cm de longitud total.

## Hábitat
Es un pez de agua dulce y de clima tropical (24 °C-26 °C).

## Distribución geográfica
Se encuentran en África: desde Benín, Nigeria y el Camerún hasta  Guinea Ecuatorial.